# Mark Covell
Mark Covell est un skipper britannique né le 7 novembre 1967 à Glasgow.

## Carrière
Mark Covell obtient une médaille d'argent olympique de voile en classe Star aux Jeux olympiques d'été de 2000 à Sydney.